# Лаворишкес
Лаво́ришкес (лит. Lavoriškės, пол. Ławaryszki) — деревня на территории самоуправления Вильнюсского района, в 24 км к востоку от Вильнюса, в 8 км от границы с Белоруссией, при шоссе Вильнюс — Полоцк. На границе расположен международный пограничный переход «Лаворишкес» с литовской стороны и «Котловка» с белорусской, предназначенный для проезда граждан любой страны и лиц без гражданства.

## Инфраструктура
Через Лаворишкес протекает Вильня. В деревне находится костёл Иоанна Крестителя, имеются почта, амбулатория, 2 гимназии, детский сад-ясли, центр культуры, библиотека. В юго-западной части деревни располагается городище (Lavoriškių piliakalnis).

## История

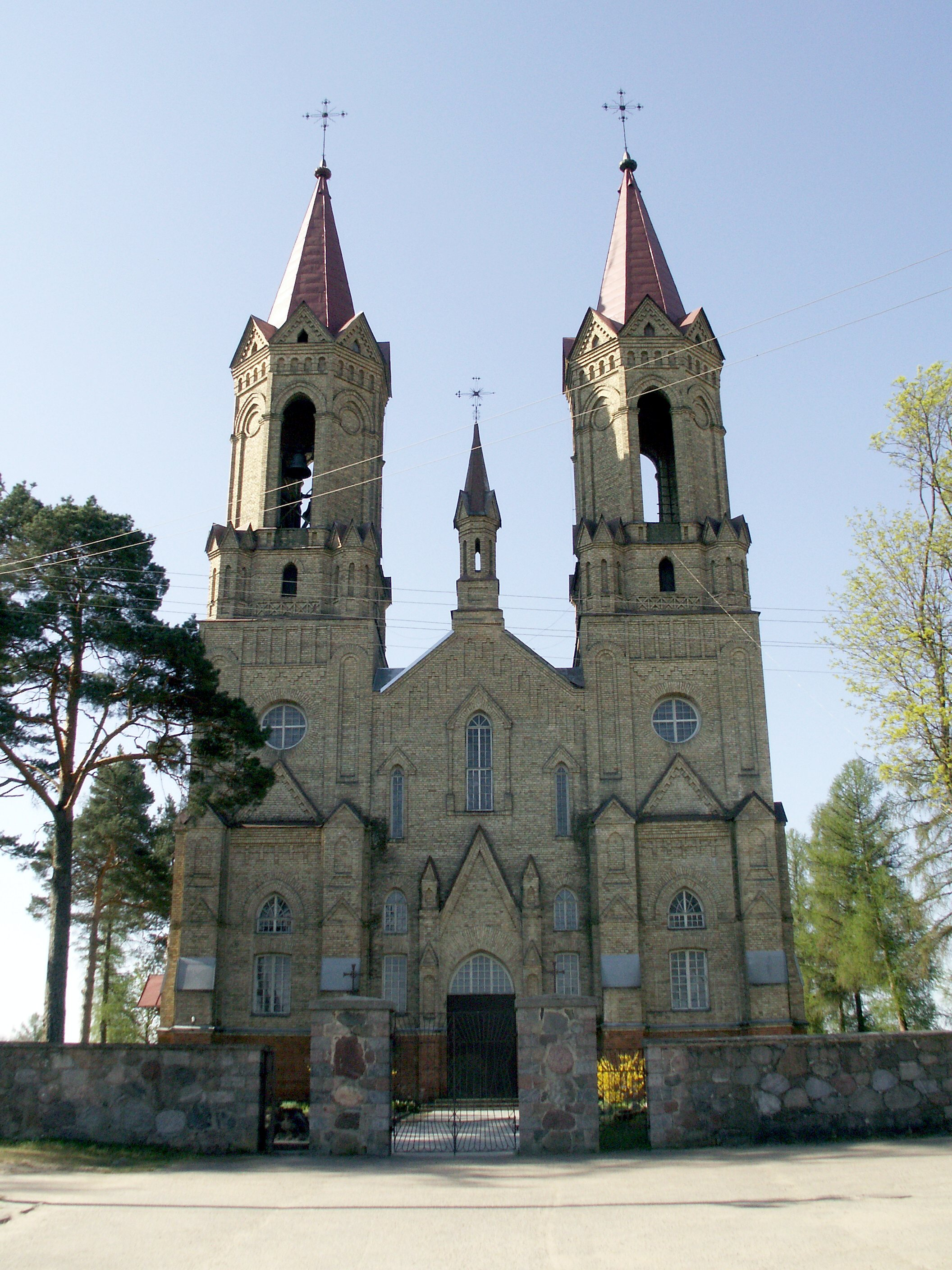
Костёл Иоанна Крестителя

В документах 1523 года упоминаются деревня Лаворишки и волость. Во времена Великого княжества Литовского была староством, имея общего старосту с Рокантишками. В XVI — XVII веках здесь находились крупные литейни. В XVII веке действовала бумажная фабрика. В том же веке деревня стала местечком (деревня с 1959 года). В 1642 году был построен костёл, сгоревший во время польско-русской войны. В 1775 году стараниями виленского епископа костёл отстроен. В 1906 году построен каменный храм. В советское время Лаворишкес была центром апилинки и колхоза.

## Население
В 1897 году было 176 жителей, в 1959 году насчитывалось 210 человек, в 1970 — 272, в 1979 — 388, в 1989 — 545, в 2001 — 585 жителей. В 2011 году количество жителей Лаворишкес выросло до 621 человек. В настоящее время население составляет 522 жителя (2021).